# Jelena Tornikidu
Jelena Tornikidu, född den 27 maj 1965 i Tasjkent, Uzbekistan, är en uzbekistansk basketspelare som var med och tog OS-guld 1992 i Barcelona. Hon tävlade för det förenade laget. 